# Sorbus amoena
Sorbus amoena är en rosväxtart som beskrevs av Mcall.. Sorbus amoena ingår i släktet oxlar, och familjen rosväxter. Inga underarter finns listade i Catalogue of Life.